# Ota II. Švábský
Ota II. Švábský (okolo 995 – 7. září 1047) byl lotrinský falckrabě v letech 1034–1045 a švábský vévoda od roku 1045 až do své smrti. Pocházel z rodu Ezzonů.

## Život
Narodil se jako syn lotrinského falckraběte Ezza a jeho manželky Matyldy Saské, dcery římského císaře Oty II. Byl členem rodu Ezzonů, Otův bratr Heřman se v roce 1036 stal kolínským arcibiskupem. Otova sestra Richenza se roku 1013 vdala za polského krále Měška II. Lamberta.
Když v roce 1034 zemřel Otův otec Ezzo, Ota zdědil jeho hodnost lotrinského falckraběte. Tituly hraběte v Deutzu a rýnském Auelgau převzal po svém bratru Liudolfovi vzhledem k tomu, že zemřel již roku 1031. Také sloužil jako rychtář v opatství Brauweiler poblíž Kolína nad Rýnem, jež založili jeho předci.
Během konfliktu mezi vévodou Gottfriedem III. Lotrinským a římským králem Jindřichem III. Ota II. zůstal věrný Jindřichovi, za což byl odměněn titulem švábského vévody. Na Velikonoce 7. dubna 1045 byl obdarován vévodskou hodností, načež se vzdal titulu lotrinského falckraběte, který byl udělen Otově bratranci Jindřichovi. Též statků Kaiserswerth a Duisburg, jež následně přešly pod vlastnictví Jindřicha III., se Ota musel zříct.
Roku 1047 Ota náhle zemřel na hradě Tomburg zrovna, když se připravoval na tažení proti vojskám Balduina V. Flanderského a Dirka IV. Holandského. Otovy ostatky spočinuly v opatství Brauweiler, smuteční obřad pořádal biskup Bruno, později známý jako papež Lev IX. Otovým nástupcem ve Švábsku se stal Ota III. Schweinfurtský.

## Rodina
Ota se oženil s dcerou hraběte Huga IV. z Eguisheimu. Zplodil dceru Richenzu Švábskou, která se nejdříve vdala za hraběte Heřmana z Werlu, poté za Otu II. Northeimského. Další Otova dcera, Hildegarda, si vzala za muže Fridricha z Bürenu, ti měli za syna Fridricha I. Švábského.